# Mar Interior de Seto

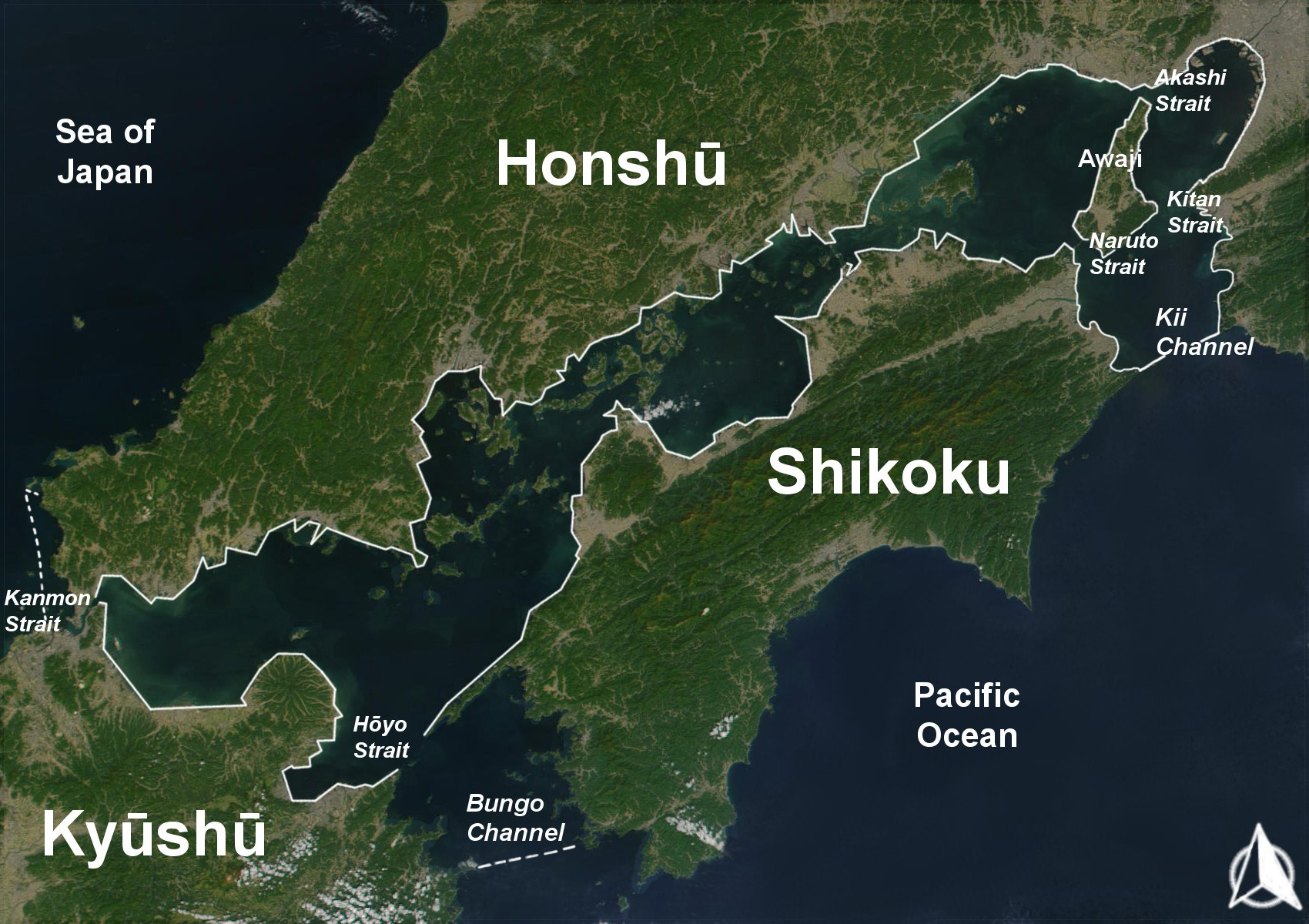
Mar Interior do Japão

O Mar Interior de Seto (瀬戸内海, Seto Naikai) fica na parte sul do Japão. Esse mar fica entre o arquipélago japonês, entre as ilhas japonesas de Honshu, Shikoku e Kyushu. O Mar Interior banha as cidades de Kure e Hiroshima. O mar é um excelente lugar para a pesca. O Mar Interior encontra-se com o Oceano Pacífico e o Mar do Japão.

## Ver também

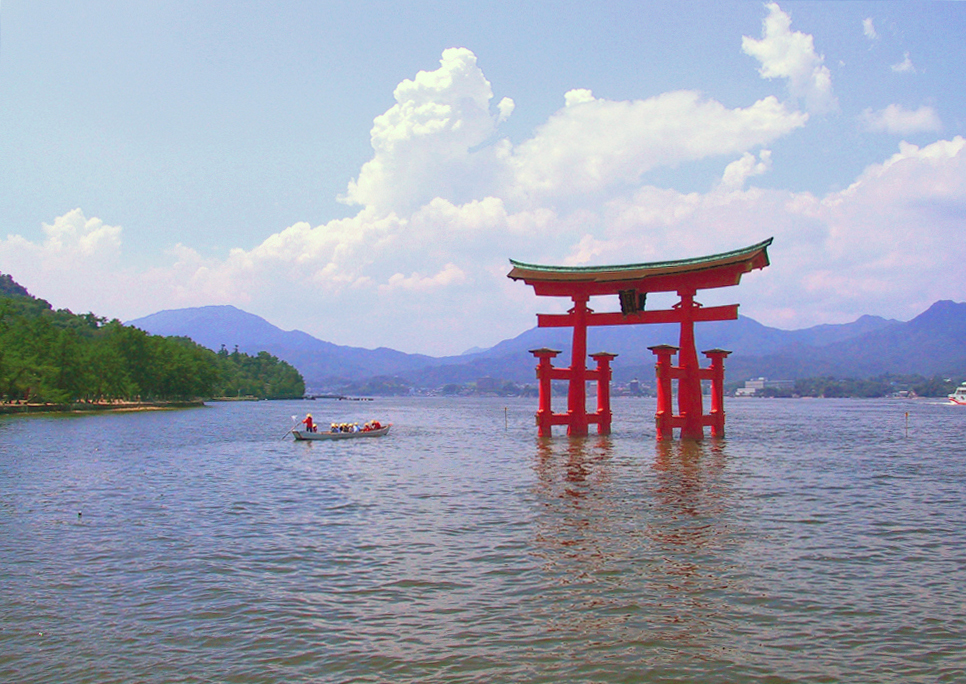
O torii do Santuário de Itsukushima é um dos pontos turísticos mais visitados no Mar Interior.